# InkBall
InkBall is een computerspel dat meegeleverd werd met enkele Windows-versies, waaronder Windows XP Tablet PC Edition (2005) en Windows Vista.
Het is de bedoeling dat er met de muis lijnen getrokken worden om zo een bal in een gat met corresponderende kleur te krijgen. Het spel werd voor het eerst geïntroduceerd in Windows XP Tablet PC Edition 2005, maar er was echter een ander apparaat nodig om het te spelen. Bij de Windows Vista-versie is het mogelijk om het spel te bedienen met de muis. Het spel zit echter niet in Windows Vista Home Basic. InkBall wordt niet meer meegeleverd vanaf Windows 7.